# Hyalolepidozia microphylla
Hyalolepidozia microphylla là một loài Rêu trong họ Lepidoziaceae. Loài này được R.M. Schust. ex J.J. Engel mô tả khoa học đầu tiên năm 2007.